# Steenstraat (Brugge)

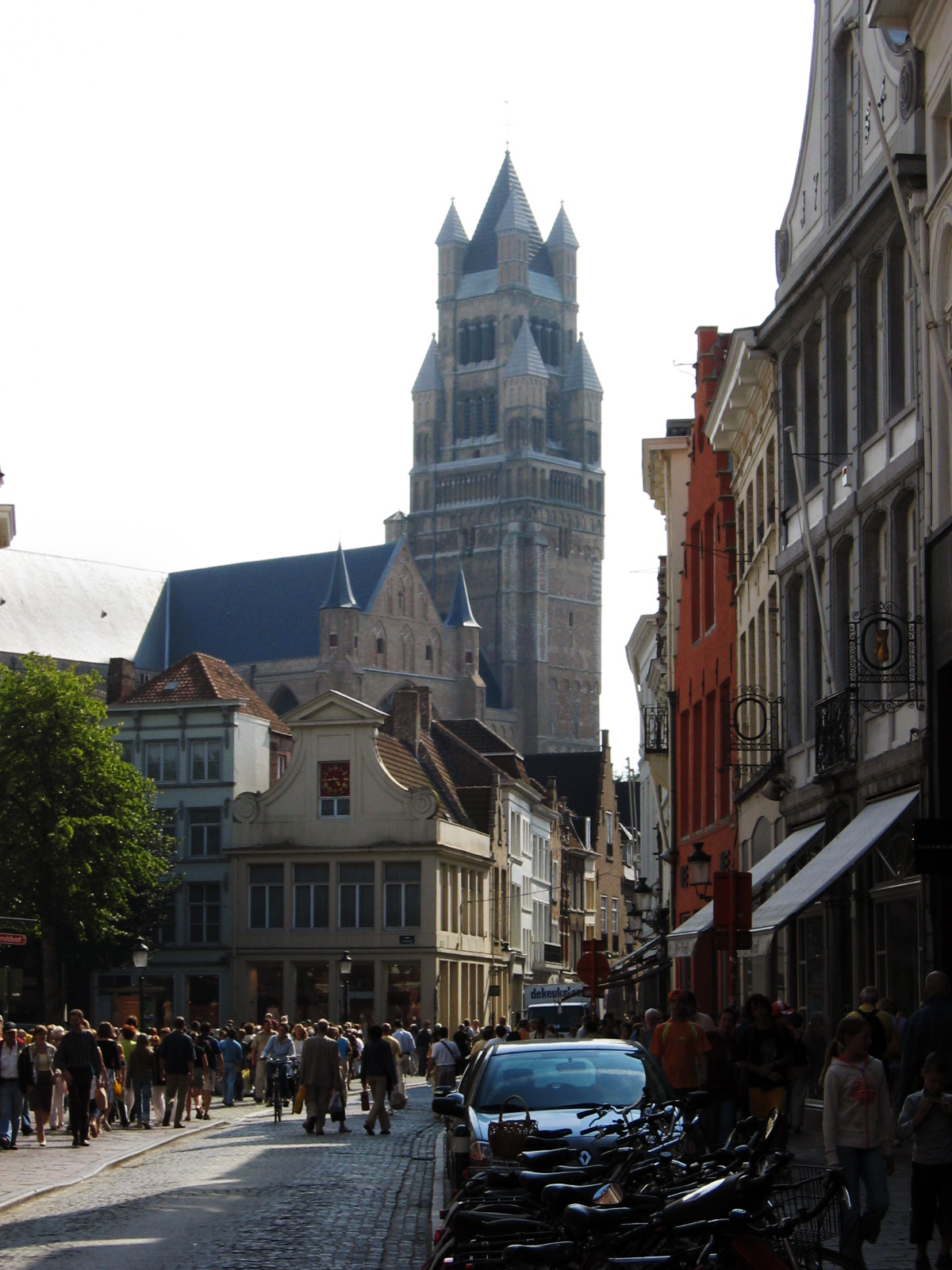
De Sint-Salvatorskathedraal vanuit de Steenstraat in 2005.

De Steenstraat is een straat in Brugge. Ze staat bekend als belangrijke winkelstraat en is tevens een van de oudste wegen in de West-Vlaamse hoofdstad en zijn omgeving.

## Oude weg
De Steenstraat is onderdeel van een weg die historici de Zandstraat noemen. Die is gelegen op een verheven zandrug, wat zichtbaar is aan de Sint-Salvatorskathedraal, vandaar ook de naam. De benaming "Zandstraat" bestaat nog officieel in bv. de Brugse deelgemeente Sint-Andries en in Varsenare.

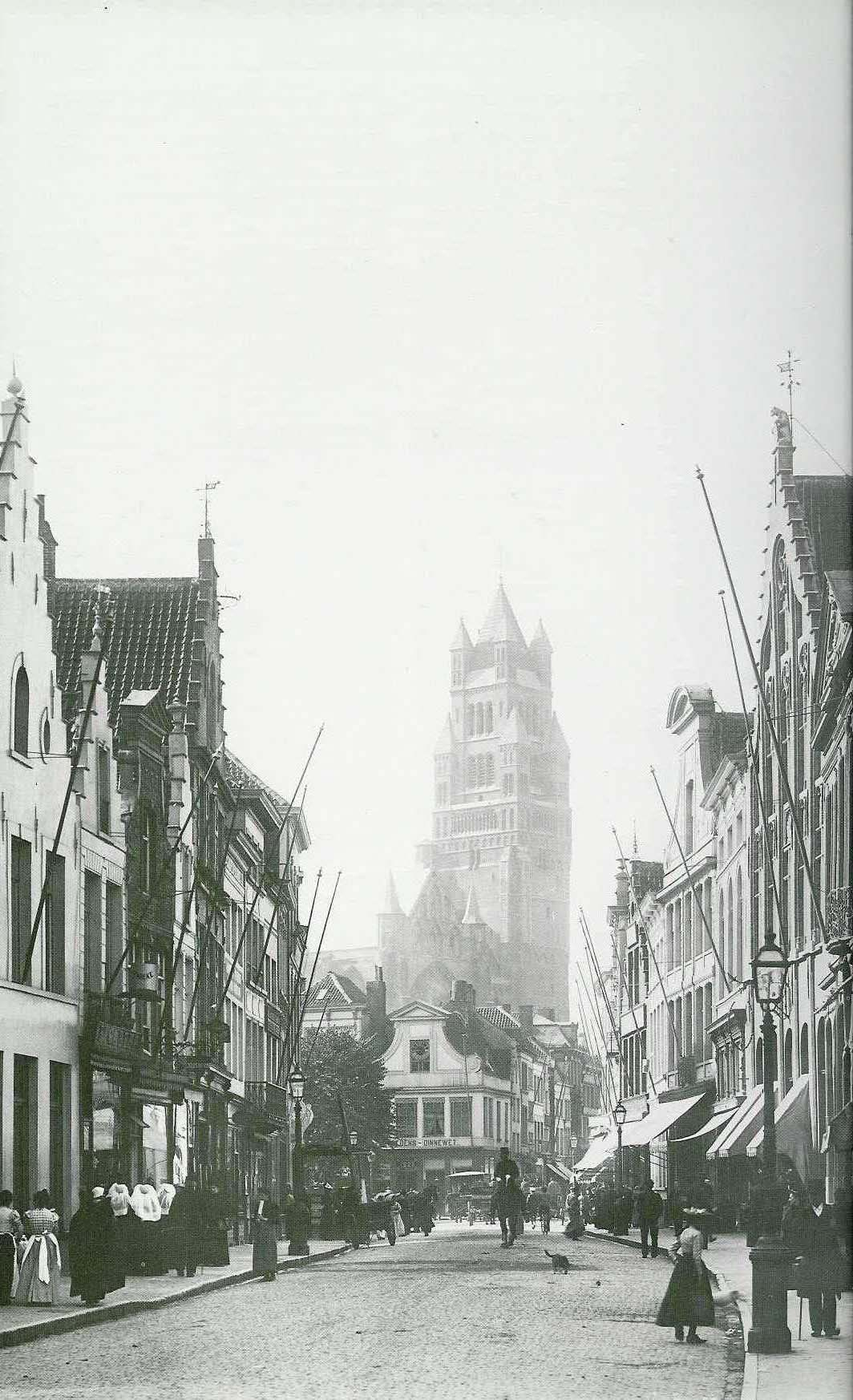
De Sint-Salvatorskathedraal vanuit de Steenstraat in 1890.

De Zandstraat verbond Oudenburg met Aardenburg en liep door de dorpen Ettelgem, Jabbeke, Varsenare en Sint-Andries, door de stad Brugge (via de huidige Smedenstraat, Zuidzandstraat, Steenstraat, Grote Markt, Burg, Hoogstraat en Langestraat) en vervolgens via Sint-Kruis verder naar Aardenburg. Men heeft het vermoeden dat deze weg reeds gebruikt werd voor de inval van de Romeinen, en waarschijnlijk waren zij het die het traject opgeknapt hebben tot een beter bruikbare weg als onderdeel van het wegennet dat bekendstaat als de Romeinse heerwegen.
De naam Steenstraat heeft wellicht te maken met het feit dat het een van de eerste Brugse straten was die verhard werd en van straatstenen voorzien. Het kan ook betekenen dat het de straat was die naar het 'Steen' op de Burg leidde. Of misschien zelfs dat in die straat (of op de Markt) een eerste, nadien verdwenen, 'Steen' stond, hypothese die Karel de Flou in 1875 opperde.

## Straatnamen
Was de oorspronkelijke naam wellicht Zandstraat, dan werden na verloop van tijd voor deze straat drie namen gebruikt:
- Zuidzandstraat: voor het gedeelte vanaf het Zand tot aan de Sint-Salvatorkerk.
- Ongepluimde Vogelstraat: voor het gedeelte vanaf de Sint-Salvatorkerk tot aan het Westvleeshuis (thans Simon Stevinplein). De naam was afkomstig van een huis met deze naam dat in de straat lag. Hij verdween tegen het einde van de achttiende eeuw.
- Steenstraat: voor het gedeelte van het Westvleeshuis tot aan de Markt en, na het verdwijnen van 'Ongepluimde vogelstraat', ook voor dit deel.

## Winkelstraat
Samen met de Zuidzandstraat vormt ze de zuidelijke van de twee assen die 't Zand met de Grote Markt verbinden. De noordelijke is de Noordzandstraat/Geldmuntstraat. Beide assen vormen vandaag de belangrijkste winkelstraten in de binnenstad van Brugge. De Steenstraat loopt over twee derden van die zuidelijke as en begint, komende van 't Zand, ter hoogte van de kathedraal en mondt uit op de Grote Markt. Ze wordt als een van de belangrijkste winkelstraten in België aanzien en wordt meestal in één adem genoemd met de Brusselse Nieuwstraat, de Antwerpse Meir en de Gentse Veldstraat. Zoals in die steden is de Steenstraat, met subsidiair de Zuidzandstraat, de straat waar de winkelketens zich in Brugge bij voorkeur vestigen.